# کوه توکوزمرا
کوه توکوزمرا (به لاتین: Mount Tukosmera) یک کوه در وانواتو است که در تانا (جزیره) واقع شده‌است. کوه توکوزمرا ۱٬۰۸۴ متر بالاتر از سطح دریا واقع شده‌است.